# スヴィスラチ (スヴィスラチ地区)
座標: 北緯53度02分00秒 東経24度06分00秒 / 北緯53.03333度 東経24.10000度
スヴィスラチ（ベラルーシ語: Свіслач）はベラルーシ・スヴィスラチ地区(ru)の市（ホラド）である。また同地区の行政中心地である。
ベラルーシの中では古い歴史を持つ市であり。年代記上の初出は『イパーチー年代記』の1256年の記述である。人口は2017年の時点で6481人。

## 地理
スヴィスラチはベラルーシ南西の都市であり、ポーランド国境からは15kmの距離である。国内の都市ヴァウカヴィスクからは15km、州都フロドナからは82kmの位置にある。ポーランド東部の市Hajnówka(en)とヴァウカヴィスクを結ぶ鉄道路線が市内を通り、また自動車道によってもヴァウカヴィスク、フロドナと接続している。